# MyOpenFactory
myOpenFactory ist ein freier Standard nach PAS 1074 des DIN. Es dient dem elektronischen Datenaustausch zwischen verschiedenen ERP-/PPS-Systemen zur überbetrieblichen Auftrags- und Projektabwicklung und beruht auf einem standardisierten Prozess- und Datenmodell. myOpenFactory wurde in erster Linie für den Maschinen- und Anlagenbau entwickelt.

## Organisation
Der Standard myOpenFactory ist aus einem vom Bundesministerium für Bildung und Forschung (BMBF) über den Projektträger „Produktion und Fertigungstechnologien“ (PTKA-PFT) geförderten Projekt entstanden. Das Vorhaben wurde durch zwei Institute der RWTH Aachen (Forschungsinstitut für Rationalisierung (FIR e. V.) und Werkzeugmaschinenlabor (WZL)) koordiniert und durch ein interdisziplinäres Projektkonsortium, welches die Entwicklung und Etablierung des Standards vorantrieb, unterstützt. Neben den Forschungsinstituten bestand dieses aus ERP-Anbietern (Infor, proALPHA und PSIPENTA), Anwenderunternehmen (Burkhardt, Otto Junker, Siemens und VMT AG), dem Systemanbieter T-Systems sowie der Gesellschaft für Technologietransfer (GTT) und der GPS Komplexitätsmanagement GmbH.

## Das Prozessmodell
Das Prozessmodell von myOpenFactory beschreibt den Ablauf der Auftragsabwicklung zwischen Kunden und Lieferanten. Bei dem Prozessmodell wurde auf bestehende Prozessstandards wie beispielsweise RosettaNet und Referenzmodelle wie das Aachener PPS-Modell zurückgegriffen.

## Das Datenmodell
Das Datenmodell von myOpenFactory beschreibt die Datenstrukturen und -inhalte für die erforderlichen Nachrichten und Belegarten, die im Rahmen der überbetrieblichen Auftrags- und Projektabwicklung ausgetauscht werden. Die Nachrichten und Belege umfassen die zentralen Dokumente der Auftragsabwicklung wie Anfrage, Angebot, Bestellung, Auftragsbestätigung oder Lieferavis.
Im Bereich der Identifizierung, Klassifizierung sowie Katalogisierung von Produkten und Dienstleistungen wird auf bestehende Standards wie EAN, eCl@ss und BMEcat zurückgegriffen. Zur Abbildung der Transaktionen werden Nachrichtenstrukturen im XML-Format benutzt. Bezüglich der Semantik erfolgte eine Anlehnung an den EDIFACT-Standard, wobei sich myOpenFactory jedoch auf die 25 wichtigsten Belege und Nachrichten beschränkt.